# P-38 (航空機)
P-38 ライトニング
飛行するP-38J-20-LO 44-23296号機 (撮影年不詳)
- 用途：戦闘機、対地攻撃機、戦闘爆撃機
- 分類：戦闘機
- 設計者：クラレンス・レオナルド・ジョンソン
- 製造者：ロッキード社
- 運用者

  -  アメリカ合衆国
    -  アメリカ陸軍航空隊
    -  アメリカ陸軍航空軍
    -  アメリカ空軍

  -  イギリス空軍 ほか
- 初飛行：1939年1月27日
- 生産数：10,037機
- 生産開始：1941年6月8日
- 運用開始：1941年9月
- 退役

  - 1949年（アメリカ空軍）
  - 1961年（ホンジュラス空軍）
- 運用状況：退役
- ユニットコスト：134,284米ドル[1]

P-38 ライトニング（Lockheed P-38 Lightning）は、ロッキード社が開発し、アメリカ陸軍などで運用された三胴設計の双発単座戦闘機。
愛称の「ライトニング (Lightning)」は「稲妻」の意。ただし、これはアメリカではなくイギリス空軍が採用した際の機体名として「ライトニング I」と命名された物の逆輸入である。

## 概要
ヨーロッパ戦線にも太平洋戦線でも運用された機体。日本軍側ではその形状から「メザシ」と呼んでいた他、戦争初期には低高度性能が低く格闘戦に持ち込みやすかった為「容易に撃墜できる = ペロリと食えるP-38（=Pろ8）」ということから「ペロハチ」と呼んでいた。しかし、改良を重ねたことと、速度と武装と急降下性能を生かした一撃離脱戦法に切り替えたことにより撃墜対被撃墜比率が逆転、リチャード・ボングら多くのエース・パイロットを輩出するなど猛威を振るった。
ドイツ空軍を相手にしても、戦略爆撃機の護衛任務でドイツ軍迎撃戦闘機多数を撃墜するなど活躍する一方で、戦闘機離れした積載能力を活かして戦術爆撃機として多大な戦果を上げて、ドイツ軍から「der Gabelschwanz-Teufel（双胴の悪魔）」と呼ばれて恐れられた。

## 開発経緯

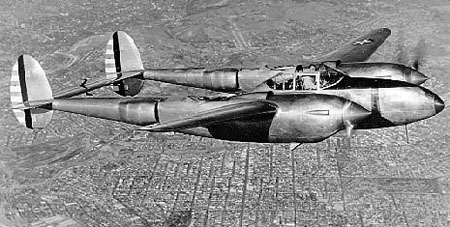
XP-38A

1930年代後半、列強諸国で配備が進められていた高性能の単葉機でもあるBf 109やスピットファイアなどに対し、アメリカ陸軍航空隊（のちアメリカ陸軍航空軍）で配備されていたのは、あまり高性能とは言えないP-35やP-36などだった。しかし国際情勢の緊迫により、議会などから高性能戦闘機の配備を求める声が高まった。アメリカではボーイングで排気タービン過給器を備え高高度性能が優れた戦略爆撃機（のちのB-17）開発も始まっており、敵国がこのような戦略爆撃機を開発した場合にこれを迎撃する戦闘機の必要を認識したと思われる。
1937年2月、アメリカ陸軍航空隊は各航空メーカーに対し単座・高々度防空用の迎撃戦闘機の開発を命じた。アメリカの飛行機は、当時ドイツや日本の飛行機のスピードに追いつけなかった為、それに対抗出来るものが必要だった。この時の要求は、最高速度は640km/h、当時考えていた速度（480km/h）より160km/h速く、上昇力は高度6500mまで6分以内で、20mm機関砲を装備する、とされた。この要求に対し、ベル・エアクラフト社のモデルB-4（後のP-39）と共に1933年に入社し早くから才能を認められていたロッキード社のクラレンス・ケリー・ジョンソンが開発中のモデル22が選定され、モデル22は6月に名称XP-38として開発要求が出された。本機は高速旅客機専門のロッキードが本格的な軍用機として設計した初の機体で、当時は軍での実績は皆無な新参メーカーとして見られていた。
XP-38は高速力を出すために発動機を2基搭載した双発・双胴機となり、中央胴にパイロットが乗り込む設計となった。双胴機のため、機体後部にある方向舵は2つあり、昇降舵は2つある方向舵の間に1つある配置、降着装置は前脚式を採用している。爆撃機を迎撃するのが目的であるため、格闘戦向きに運動性をよくするよりも、一撃離脱戦法に向いた高速・重武装の重戦闘機として設計された。エンジンは離昇出力1,150馬力を発揮する液冷V型12気筒アリソンV-1710-29/17（それぞれ右/左）が搭載され、トルクを打ち消すためプロペラは互いに内方向に回るようにされていた。また高高度戦闘用に排気タービン過給機を搭載した。武装は中央胴にプロペラがないため当時の戦闘機としては特に強力にでき、25mm機関砲か23mm機関砲1門、12.7mm機関銃4挺が機首に装備される予定であった（実機は未装備）。XP-38は全備重量が6,200kgにも達し翼面荷重が高いため、離着陸用にファウラー・フラップも装着された。操縦装置は操縦桿（コントロールスティック）ではなく、戦闘機では珍しい操縦輪（コントロールホイール）を採用している。ジョンソンは設計を終え、試作機の契約が軍と交わされた。1937年6月、試作機XP-38の製造が始まった。奇抜なデザインではあったが、僅か1年半で完成した。またトラックへの部品の積み込みから完成まで最高機密扱いだった。
XP-38は1939年1月1日に地上滑走試験で溝に突っ込んで機体を破損した。ようやく1月27日に初飛行し、15日後の試験飛行では要求を遥かに上回る最高速度675km/hを記録した。まだ尾部の振動や、フラップの不具合など解決すべき点は多かったものの、アメリカ陸軍航空隊はハワード・ヒューズの持つ北米横断飛行スピード記録に挑み、2月11日、ベンジャミン・S・ケルゼー中尉によって西海岸のマーチフィールドから東海岸のミッチェルフィールドまで2回の給油を挟み、飛行時間7時間5分で結んだが、ニューヨークにこの計画を知らせていなかったため、着陸許可を待っている間に燃料が切れてしまい、ゴルフ場に胴体着陸してケルゼーは助かったが機体は失われてしまった。しかし、この結果に満足した陸軍から、YP-38として13機が発注された。YP-38はプロペラの回転方向も外回りになるように変更され、空気吸入口が発動機上部に移され、武装も37mm機関砲1門、12.7mm機関銃2挺、7.62mm機関銃2挺へ変更された。欧州情勢の緊迫と共に、さらに66機が発注され、またその後に600機が発注された。9月、YP-38はP-38として制式採用された。武装は37mm機関砲はそのままだが、7.62mm機関銃が撤去され12.7mm機関銃4挺へ強化された。
1940年には、イギリス空軍からP-38購入の打診（1939年にもフランス空軍から打診はあったが、1940年にドイツにパリを占領され降伏したため、消滅）があり、英国仕様の機体を「ライトニング I」としてロッキードは納入したが、軍事機密として排気タービン（過給器）は外され、エンジンも同方向回転型のアリソンV-1710-C15R（離昇出力1,090馬力）
と言った代物で、これはカタログデータとは似て非なる完全なモンキーモデルであった。ロッキード社のエンジニアは、これに対し『骨抜きされたP-38』と呼んで抗議を表明した。当然、実機テストは散々な結果に終わり、英本土にあった3機以外の受け取りは拒否されてしまった。この時生産ラインにあった「ライトニング I」140機はP-322のコードが付けられて、代わりにアメリカ陸軍が引き取る形となったが無論、実戦に使える機体ではなく米本土での訓練や雑用に使われただけに終っている。
こうしてP-38はアメリカ軍専用の戦闘機となった。だが、アメリカでも快調なスタートとはいえず、パイロットにより早くから問題点が指摘された。

## 戦歴

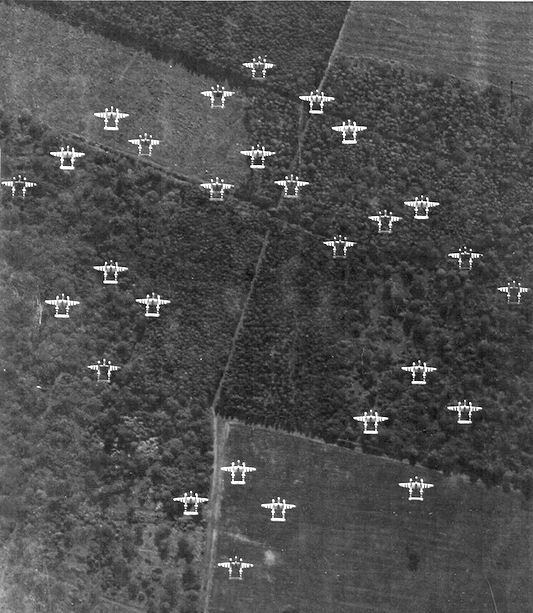
フランス上空での第20戦闘航空群のP-38。

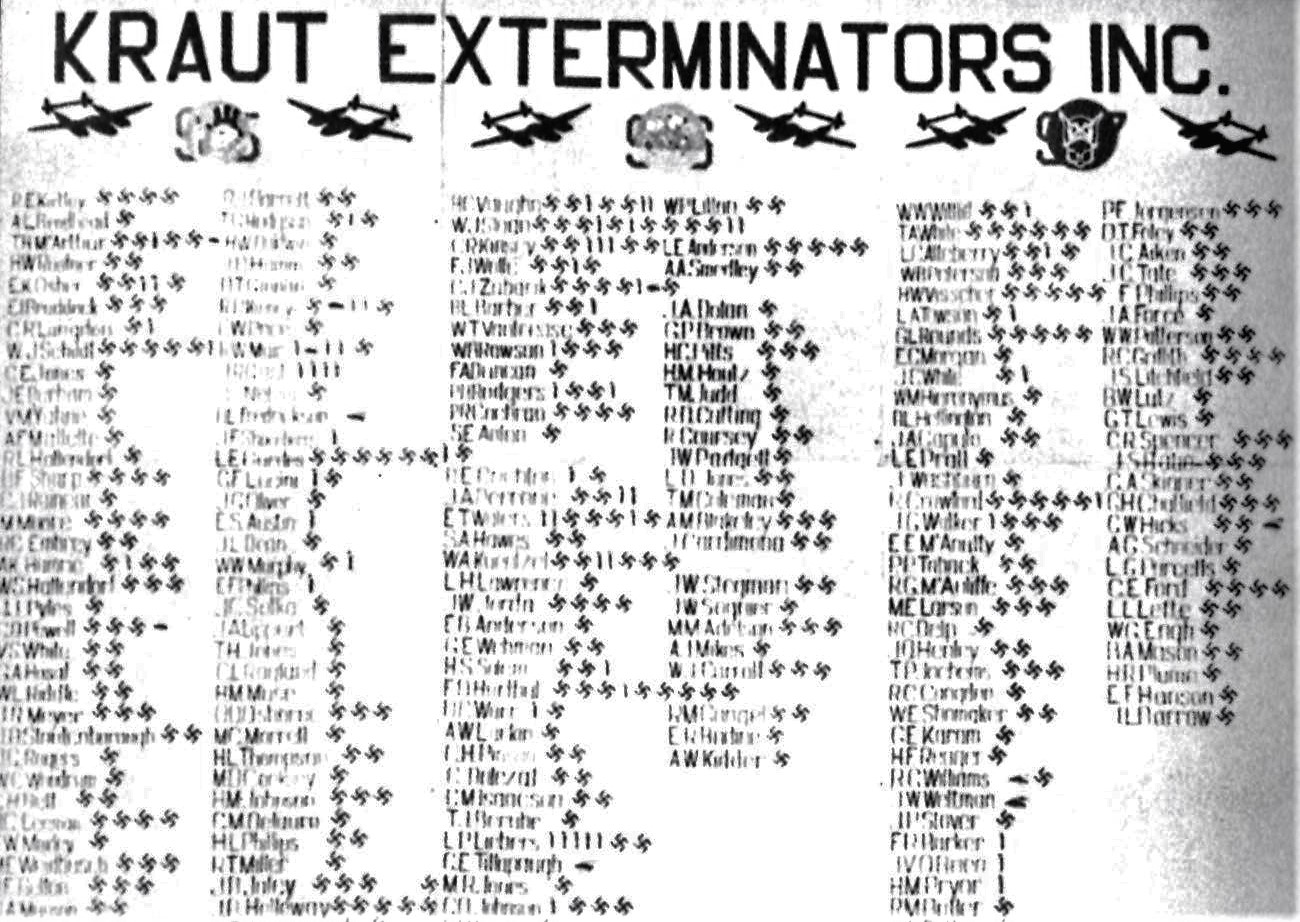
ドイツ軍戦闘機と交戦したヨーロッパ戦線でのP-38パイロットたちのスコア（撃墜数）ボード、どの部隊のものかは不明。

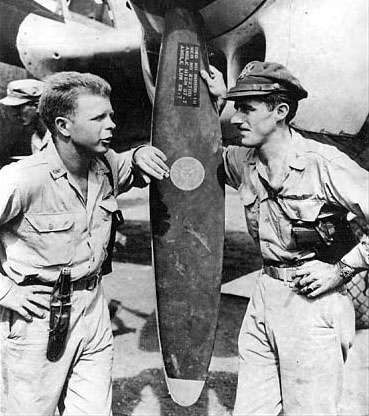
共にP-38を乗機とし日本軍機相手に戦果を挙げたアメリカ全軍第一位エースであるリチャード・ボング少佐（左）と第二位エースであるトーマス・マクガイア少佐（右）。しかしマクガイア少佐は1945年1月7日、日本陸軍航空部隊の一式戦「隼」・四式戦「疾風」との空戦で墜落・戦死した。

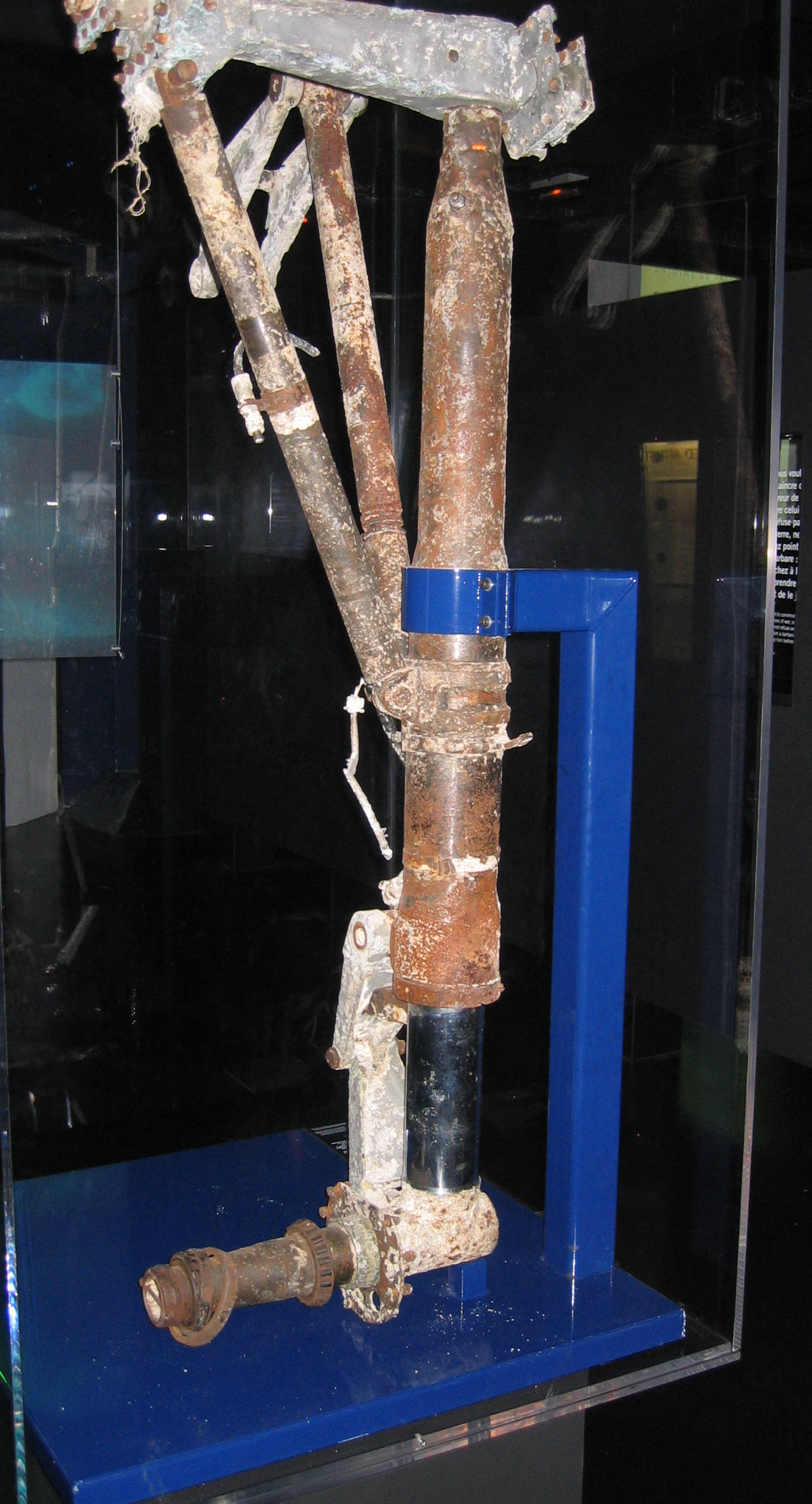
海中から引き上げられたサン＝テグジュペリ機の前部降着装置（ル・ブルジェ航空宇宙博物館）。

日本陸軍・日本海軍を相手とする太平洋戦線では、1942年末頃から順次投入されるようになった。日本軍機との空中戦では、P-38は持ち味である高速・重武装・急降下性能を生かした一撃離脱戦法に徹した。格闘戦を得意とする日本軍の零式艦上戦闘機や一式戦闘機「隼」よりも旋回性能で極端に劣るP-38は、一撃離脱戦法による攻撃時からの離脱も（基本とされるシュートアウト前の旋回による離脱ではなく）急降下を続けたまま日本軍機の後方から下部を通過、シュートアウトし日本軍機の前方に出た後も、急降下による圧倒的な速度差により逃げ切る、という離脱方法がとられた。
中高度域では圧倒的な性能を誇ったが、高高度では排気タービンを持ちながらもアリソンエンジンであることから性能が低下した。また急降下に優れる印象を持たれるP-38ではあるが、高空でダイブするとすぐに主翼の一部から衝撃波が発生して激しい振動が起こった。そのためか機首を起こすのが難しくなり、高度が高くなればなるほど急降下制限速度が低くなるなどの弱点もあった。振動の原因は厚い翼を用いていたのと、比較的低い速度域で空気の圧縮性の問題にあたってしまったため。しかし、20歳そこそこの兵士には「圧縮性」の意味すら理解できずただP-38は危険だ、という事がわかったに過ぎなかった。だが、それ以上に危険だったのは片方のエンジンが故障した場合、機体が横転し墜落しやすいことだからこそである。当時はまだほとんどのパイロットが320km/h以上のスピードに慣れておらず、しかも640km/hも出るのでエンジンが故障したらパニックに陥ってしまい機体が制御出来なくなるのだった。
これを改善する為、アリソンエンジンを強化し2つのプロペラの回転をそれぞれ外回りにすることでトルクへの影響を打ち消した。これにより、飛行中の安定性が増大した。前述の通り、P-38J以降からインタークーラーの大幅な「コア増し」を行った（従前の型に対して、大きく張り出したインタークーラー吸気口が特徴的なため、J型以降はChin-Lightningとも呼ばれる。）。またJ型以降ダイブブレーキが取り付けられ、急降下速度は20mphほどの余裕ができた。
それでも、兵士たちの間では未だ「P-38は危険」のイメージが強かったため、ロッキード社のテストパイロットであるトニー・レヴィールがデモンストレーションを行い、片方のエンジンだけで飛び、ゆっくり回転するなど、単発のエンジンと変わらない動きをすることで、P-38の優れていることを証明してみせた。1941年から機体の信頼性は徐々に回復していったが、戦争への実感はまだ程遠いものがあった。双発であるため操縦席からの前方視界が良好で、エンジンが離れていることから軍用機にしては騒音が小さいため居住性については評価が高い。
欧州戦線（西部戦線）では、1942年8月にアイスランド基地に進出したP-38Fが北大西洋上の哨戒任務でFw 200を撃墜したのが初戦果となり、次いで北アフリカ戦線に進出したが「アフリカの星」ことハンス・ヨアヒム・マルセイユ大尉らドイツ空軍の熟練したパイロットが、中低高度で運動性能が劣るP-38の弱点を見抜いて高度4,000ｍ以下の空戦に持ち込んだため、まだ空戦になれないアメリカ陸軍パイロットたちは苦戦を強いられた。だが、経験を積むに従ってアメリカ軍パイロットの空戦技術も向上し、P-38で編成された第14戦闘航空群はトーチ作戦の期間中、23名のパイロットを空戦で失ったが撃墜確実62機、不確実7機、撃破17機の戦果を上げている。また戦闘機としては大きい900㎏の爆弾積載能力と1門の機関砲と4挺の機銃という重武装で、対地攻撃で活躍、P-38の独特の形状の機体を目にしたドイツ兵は逃げ回ったという。さらにJu 52などの輸送機を多数撃墜し、空の補給路を寸断してエルヴィン・ロンメル率いるドイツアフリカ軍団を苦境に追い込む原動力となっている。
欧州戦線のP-38は、次いでイタリア戦線に転戦した。イタリア本土を空襲する連合軍爆撃機の護衛任務に就いたが、1943年9月2日にはナポリ北方で72機のB-25を護衛していた74機のP-38Gが、迎撃してきた145機のドイツ軍、イタリア軍迎撃戦闘機と大空中戦を戦い、10機のP-38を失いながらも29機のメッサーシュミット Bf109、Fｗ190、MC.202などを撃墜し、B-25は全機無事に爆撃任務を遂行して帰還している。その後のアヴァランチ作戦でサレルノ付近の海岸に上陸した連合軍を空から支援した。ドイツ空軍は連日100機にものぼる大編隊で橋頭保を空爆したが、P-38はイギリス軍のスピットファイアと連日その迎撃に出撃し、300機のドイツ軍戦闘機や輸送用グライダーを撃墜し、連合軍によるナポリ占領に大きく貢献した。その後、イタリア戦線には全天候型のP-38Jが配備されてさらに活躍の機会が広がったが、1944年4月ごろにはイタリアのドイツ空軍は制圧されており、北アフリカ戦線と同様にP-38は対地攻撃で猛威をふるい、4月11日には40機のP-38がたった1日で84両の機関車と油槽車43両を撃破、道路や鉄道橋も破壊して敗走するドイツ軍陸上部隊を立ち往生させた。イタリアのドイツ軍は1945年5月2日に降伏したが、イタリア戦線でP-38は延べ44,296機が出撃し4,004機の敵機と会敵、そのうち731機を撃墜、343機を撃破して撃墜率は15.2%に達した。一方、損失はあらゆる原因で131機であり、損失率は3.3%であった。
ドイツ本土への戦略爆撃の護衛任務にもP-38は投入され、特に新鋭戦闘機P-51の配備数が十分でなかった1944年前半には主力となって活躍した。1944年3月3日に連合軍戦闘機として初めてベルリン上空を飛行したのもP-38であった。3月6日にはB-17などの重爆撃機連合660機と、P-38、P-51、P-47の護衛戦闘機800機でベルリンを爆撃し、重爆撃機69機が撃墜されたが、護衛戦闘機は11機の損失で80機のドイツ軍戦闘機を撃墜した。ノルマンディー上陸作戦で欧州戦線も終盤に差し掛かると、ドイツ本土爆撃の護衛任務はP-51やP-47が主力となり、P-38は地上攻撃任務に回された。この頃になると、ドイツ軍戦闘機は可能な限り護衛戦闘機との空戦は回避して爆撃機に攻撃努力を集中するように命じられており、独特の形状で遠距離からも戦闘機と認識できるP-38はドイツ軍戦闘機から避けられるようになり、護衛任務に就いたP-38部隊の戦闘日誌には来る日も来る日も「敵影を見ず」という記述が並ぶことになった。ドーリットル空襲で名高いアメリカ第8空軍司令官のジミー・ドーリットル中将は、活躍の場が限られてきたP-38からP-47やP-51への機種改変を進めて、終戦時点で欧州戦線に配備されていたP-38単独の部隊は第474戦闘航空群のみとなっていた。余った機体は自由フランス軍などに供与された。
欧州戦線においてP-38は、延べ129,849機が出撃し敵機1,771を撃墜し749機を地上で撃破するという多大な戦果をあげた。一方で損失はあらゆる原因で1,758機で延べ出撃数に対する損失率は1.4%であった。これは、P-40の0.8%、P-47の0.7%、P-51の1.2%と比較すると高くなっている。　　　　　　　　
太平洋戦線では欧州戦線同様、爆撃機護衛任務では一撃離脱戦法は必ずしも生かせるものではなく、また低空や格闘戦に誘い込まれることもあった。しかし、対峙した日本機はドイツ機に比べれば速度面ではP-38に利があり零戦や一式戦は急降下特性が悪いという弱点があった。さらにそれまで主力戦闘機として使われていたP-40と比較して双発故に航続距離が長く、欧州と比べ洋上飛行が多い太平洋戦域ではP-47、P-51が配備され始めると縮小こそされたものの終戦まで第一線で活躍し続けた。アメリカ全軍において、第一位のエース・パイロットでもあるリチャード・ボングと、同第二位のトーマス・マクガイアはともにP-38を搭乗機とし太平洋戦線で戦果をあげている。
1945年1月7日、フィリピンの戦い (1944-1945年)にて第431戦闘飛行隊長マクガイア少佐を長機とするP-38L 4機編隊が日本陸軍航空部隊の一式戦「隼」1機・四式戦「疾風」1機とネグロス島上空で交戦するも、撃墜なし(「隼」は被弾多数により不時着、「疾風」も帰還したものの全損)、マクガイア少佐機および僚機ジャック・リットメイア少佐機損失（戦死）という結果に終わった。マクガイア機は撃墜されたという説、低空・低速で無理な機動を試みたことにより失速・墜落したという説があり、詳細は明らかでない。いずれにせよ超低空域下の不意遭遇の格闘戦という状況だったものの、P-38は4機対2機と機数に勝り、長機・僚機で連携の取り易い優位にもかかわらずこの結果であった（日本陸軍側の一式戦は飛行第54戦隊機・四式戦は飛行第71戦隊機と別部隊であり、空戦前に両機は離別しており空戦自体はそれぞれが単機ごとにP-38編隊に挑んでいる。さらに、P-38 3機を相手に対進戦で撃ち合い1機を撃墜、自身は生還している四式戦操縦者の福田瑞則軍曹はこれが最初の空戦らしい空戦であった。）。
P-38による著名な戦果として、ブーゲンビル島上空で当時の日本海軍連合艦隊司令長官山本五十六大将搭乗の一式陸上攻撃機の撃墜に成功している（海軍甲事件）。本作戦はP-38の航続距離の長さなくしてはなしえなかった作戦と言われるが、ブーゲンビル島上空で許された戦闘時間は15分間しかないなど危険性の高い任務であった。
アメリカ飛行史に輝くチャールズ・リンドバーグは、ニューギニアでのP-38の進撃に魅せられた。リンドバーグは1927年大西洋単独無着陸横断に成功したが、アメリカが第二次世界大戦に参戦する前に参戦に反対して陸軍航空隊予備役の大佐を辞任していた。だが、飛ぶことへの願望を捨てきれず軍への復帰を希望したもののアメリカ政府はこれを拒否していた。1944年6月、政府の許可なしにリンドバーグは第475戦闘航空軍を訪問。初めて見る双発エンジンの戦闘機に興味を示した。リンドバーグは海軍用の双発エンジン戦闘機の設計に関わっており、第475戦闘航空軍の兵士に気に入った点や好みの武装、実戦での航続距離や戦闘能力などを聞き取り、性能が向上する可能性を発見した。
リンドバーグは大西洋横断の経験から燃費の問題に詳しかった。指揮官チャールズ・マクドナルドの了承を得て、説明会が開かれた。そしてP-38の乗組員・整備員に対し航続距離を伸ばす方法を話しだした。『エンジン回転数を1400に下げ、吸気圧を760に上げれば50〜100ガロンの燃料が節約できる』というものだった。参加していた整備員たちは「そんなことをしたらエンジンが壊れる」と思っていたが、リンドバーグにその事を面と向かって話すことなど誰もできなかった。しかし黙っているわけにはいかず、鋭い質問がリンドバーグに向けられたがリンドバーグは参加者たちを黙らせ、「実際に自分がその条件で飛んでみせる」と言った。そしてその通りに飛んでみせた。2週間後に整備員がエンジンを調べるとどこにも異常はなかった、という。それ以来、P-38のパイロット達はリンドバーグの理論で飛び続け、結果、今までの航続距離が1400kmだったのがリンドバーグのたった数ヶ月の滞在で、なんと倍の2400kmに増大したのである。しかもリンドバーグはそれに飽き足らず、パトロールに同行して敵機の撃墜に成功している。
終戦間近の1945年8月14日、アメリカ第5空軍所属のP-38・6機が豊後水道上空において日本陸軍第47戦隊の疾風8機と空中戦を行なった。日本側の報告は「P-38を5機撃墜、疾風は2機喪失」、一方のアメリカ側は「疾風を5機撃墜・1機撃破、P-38は1機喪失」としていたが、互いに経験の浅いパイロット同士であったため戦果を誤認していた。現実には日本側が上空からの奇襲に成功しながらもP-38の喪失は1機のみ、反対に疾風2機を失っており、古い日本側の資料での最後の空戦での勝利という認識は誤りであったことが判明している。 
大戦後期、各国で双発戦闘機にレーダー搭載の夜間戦闘機化が行われ成果を挙げていたが、P-38の場合、外部搭載量は大きいものの機体内部にはほとんど余裕がなく、レーダーは機外搭載とならざるを得ず、複座化も武装の強化もままならないとあって夜間戦闘機として運用されたものは少数であった。このため、戦後にアメリカ陸軍のレシプロ戦闘機がP-51改めF-51に統一された後、他の用途に転用されることもなく海外に展開していたP-38の多くは現地で廃棄処分となり消えていき、1949年までに全機が退役、一部はイタリア空軍に送られ1956年まで使われている。またホンジュラスやドミニカ共和国、中国にも少数機が売却されている。
『星の王子さま』で知られるサン＝テグジュペリも自由フランス空軍へ志願し偵察型のF-5で飛行中、マルセイユ沖で撃墜された。機体の残骸は後年に海中から引き上げられており、ル・ブルジェ航空宇宙博物館で展示されている。

## 派生型
機体性能や装備に変更がない場合は記述を省略。

### YP-38
- 最高速度：630 km/h
- 発動機：アリソンV-1710-17/29（それぞれ右/左エンジン、以下同じ）、離昇出力1,150馬力
- 全備重量：6,900 kg
- 武装：T-9 37 mm 機関砲×1（弾数15発）、AN/M2 12.7 mm 機関銃×2（弾数、各200発）、AN/M2 7.62mm機関銃×2（弾数、各500発）
- 生産数：13機

武装を施した増加試作機。胴体ブームのラジエーターが外側のみであったのを、両側に装備して冷却能力を高めている。また発動機を左右入れ換えて、XP-38とはプロペラ回転方向が逆回りとなり、以後、標準となった。

### P-38
- 武装：T-9 37 mm 機関砲×1（弾数15発）、AN/M2 12.7 mm 機関銃×4（弾数、各200発）
- 生産数：36機

初期生産型。武装が変更され、操縦席後方に防弾鋼板が装備された。本来は66機発注されたが、内30機はP-38Dに振り分けられ、完成したのは36機のみだった。後に1機が与圧キャビンを装備したXP-38Aとして改修されている。

### P-38D
P-38に防弾燃料タンクを装着。水平尾翼の取り付け角度を変えて、XP-38以来続いていた尾部のバフェッテング（振動）を改善したモデル。なお、P-38BとC型は欠番である。

### P-38E
- 武装：M1 20 mm 機関砲×1（弾数、150発）、12.7 mm機関銃×4（弾数 各500発）

実戦投入を想定し、それまでの37mm級大口径砲の搭載を諦め、発射速度が高く装弾数も多い20mm機関砲へ武装を換装したタイプ。プロペラをハミルトン油圧式からカーチス電動式に変換。1941年10月に量産機がロールアウト。生産数は210機。生産された機のうち99機が武装をカメラ4台に置き換えた写真撮影偵察機に改造され、F-4と名づけられた。

### P-38F
- 最高速度：650 km/h
- 航続距離：3,100 km
- 発動機：アリソンV-1710-49/53、離昇出力1,225馬力

1942年4月より生産開始。エンジンを離昇出力1,225馬力にパワーアップ。合計900kg（2,000ポンド）の爆弾か燃料タンクを搭載するために爆弾倉を双胴に設置し、空戦フラップを装備。生産数は527機。内20機が、非武装の写真偵察機型F-4Aへ改造された。

### P-38G

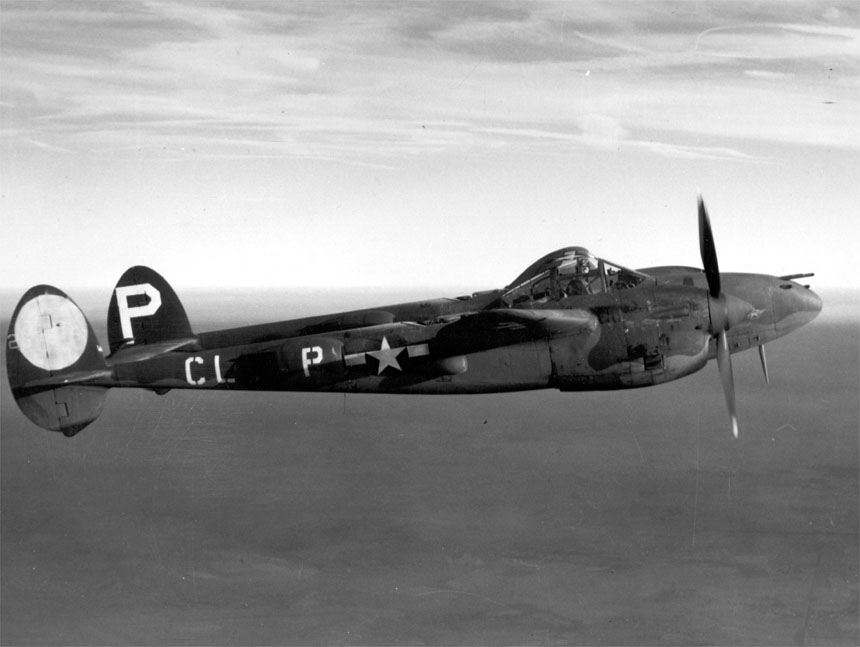
P-38G

- 発動機：アリソンV-1710-51/55、離昇出力1,325馬力
- 航続距離：3,800 km

1943年前期頃からP-38Fに続いて1,082機が生産された。1,325馬力に出力を向上したアリソンV-1710-51/55エンジンと性能向上した航空無線機を搭載。181機が非武装の写真偵察機F-5Aに改造されている。

### P-38H
- 発動機：アリソンV-1710-89/91、離昇出力1,425馬力
- 航続距離：3,640 km
- 爆装：1,450 kg（3,200ポンド）

G型のパワーアップタイプ。601機生産された。同じく写真偵察機仕様のF-5Cに128機が改造。

### P-38J
I型は欠番。インタークーラー（中間冷却器）の位置を変更し、電動式ダイブブレーキを装備した。1943年8月に生産を開始。生産数は2,970機。また、本型を改修し、武装を全廃して機首に爆撃手席を設けたパスファインダー（爆撃先導機）型「ドループスヌート」や、爆撃照準レーダーを搭載した「ミッキー」が若干生産されている。他、写真偵察機F-5Eとして205機が改造。

### P-38K
- 発動機：V-1710-75/77エンジン、離昇出力1,425馬力

1機のみ作られた試作機。G型の機体にV-1710-75/77エンジンを搭載し、出力の向上を図った機体。

### P-38L
- 最高速度：667 km/h
- 発動機：アリソンV-1710-111/113、離昇出力1,475馬力（水噴射時、1,600馬力）
- 航続距離：4,180 km

P-38シリーズで最多の3,923機が生産された。113機はバルティ社で生産され、P-38L-VLと呼称された。エンジンは水噴射装置付きとなり、数分が限界であるものの、ブースト時は実に1,600馬力を発生した。P-38Lは900kgの爆弾か1,140リットルのドロップタンクを搭載するためのパイロンを備えた。また油圧ダイブフラップと補助翼を装備し、それらは高速時に効果を発揮した。翼下へ各5発ずつ、対地攻撃用の5インチロケット弾を搭載できるクリスマスツリー型のランチャーを装備可能になった。他、本型をベースに写真偵察型のF-5Eが500機。F-5F（機数不明）。F-5Gが64機改造されている。

### P-38M
最終生産型の夜間戦闘機。機首下へレーダーポッドを装備し、機首武装を確保するために中央胴体後部へレーダー手席を設置。L型の生産ラインから74機が改造された。1945年2月5日に初飛行したため、活動時期は主に戦後となったが、間もなくより高性能な全天候双発戦闘機P-82「ツインムスタング」が戦力化されたために活躍期間は短かった。

### XP-58
P-38をベースに開発された複座長距離戦闘機。1944年に試作機が初飛行したが、その後開発中止となった。

## 採用国
アメリカ合衆国

 フランス
 イタリア
 中華民国
 オーストラリア
 オランダ
 ニカラグア
 ニュージーランド
 ベルギー
 ポルトガル
 ホンジュラス

 エルサルバドル

## 性能諸元（P-38L）
出典: Quest for Performance.
諸元
- 乗員: 1名
- 全長: 11.53 m （37 ft 10 in）
- 全高: 3.00 m （9 ft 10 in）
- 翼幅: 15.85 m（52 ft 0 in）
- 翼面積: 30.43 m2 （327.5 ft2）
- 翼型: NACA エアフォイル 23016 / NACA 4412
- 空虚重量: 5,800 kg （12,780 lb）
- 運用時重量: 7,940 kg （17,500 lb）
- 最大離陸重量: 9,798 kg （21,600 lb）
- 動力: アリソン V-1710-111/113 液冷スーパーチャージャー V型12気筒 レシプロ、1,063kW（ブースト1,193 kW） （1,475hp（ブースト1,600 hp））   × 2
- 零揚抗力係数（Zero-lift drag coefficient）： 0.0268
- 抗力面積： 0.82 m2（8.78 ft2）
- アスペクト比: 8.26（翼面）

性能
- 最大速度: 高度 7,620 m 時 667 km/h （高度 25,000 ft 時 415 mph）
- 失速速度: 170 km/h （105 mph）
- フェリー飛行時航続距離: 3,640 km （2,600 海里）
- 航続距離: 1,770 km （1,100 海里）
- 実用上昇限度: 13,400 m （44,000 ft）
- 上昇率: 最大 1,448 m/min （4,750 ft/min）
- 翼面荷重: 260.9 kg/m2 （53.4 lb/ft2）
- 馬力荷重（プロペラ）: 0.27 kW/kg （0.16 hp/lb）
- * 揚抗力比： 13.5

武装
- * 固定武装
  - イスパノ M2(C) 20 mm 機関砲 1門 弾数150発（弾薬構成：2 榴弾、 2 徹甲弾、 2 曳光弾）
  - コルト・ブローニング MG53-2 12.7 mm 機関銃 4門 弾数各500発
- ロケット弾
  - M10 3連装 112 mm（4.5 in）ロケットランチャー 4基、12発。または5連装127 mm（5 in）HVAR（High Velocity Aircraft Rocket）2基、10発
- 爆弾（非ロケット弾搭載）
  - 2,000 lb（908 kg）爆弾2発または1,000 lb（454 kg）爆弾2発
  - 500 lb（227 kg）爆弾4発または250 lb（114 kg）爆弾4発

## 現存する機体
| 型名                             | 番号               | 機体写真 | 国名                                               | 所有者                                                             | 公開状況 | 状態     | 備考 |
| -------------------------------- | ------------------ | -------- | -------------------------------------------------- | ------------------------------------------------------------------ | -------- | -------- | --- |
| P-38F-1-LO                       | 41-7630 222-5757   |          | アメリカ合衆国テキサス州サンアントニオ             | ルイス・エア・レジェンズ                                           | 公開     | 飛行可能 | |
| P-38F-1-LO                       |                    |          | ソロモン諸島 ガダルカナル州                        | ヴィル戦争博物館 (Vilu War Museum)                                 | 公開     | 静態展示 | |
| P-38E-2-LO P-38F-2-LO P-38F-5-LO | 42-12652 222-7086  |          | アメリカ合衆国                                     | 不詳                                                               | 非公開   | 飛行可能 | ホワイト33の名は第39戦闘隊所属機の意。 |
| P-38G-10-LO                      | 42-13400 222-7834  |          | アメリカ合衆国アラスカ州アンカレッジ               | ジョイントベース エルメンドルフ - リチャードソン                   | 公開     | 静態展示 | |
| P-38H-5-LO                       | 42-66841 422-1352  |          | オーストラリア連邦サウスオーストラリア州アデレード | クラシック・ジェッツ戦闘機博物館                                   | 公開     | 静態展示 | |
| P-38J-5-LO                       | 42-67211 422-1722  |          | イギリスリンカーンシャー東カークビー村             | リンカーンシャー航空遺産センター                                   | 公開     | 静態展示 | |
| P-38J-10-LO                      | 42-67638 422-2149  |          | アメリカ合衆国ユタ州ヒル                           | ヒル航空宇宙博物館                                                 | 公開     | 静態展示 | |
| P-38J-10-LO                      | 42-67762 422-2273  |          | アメリカ合衆国ワシントンD.C.                       | 国立航空宇宙博物館別館 スティーヴン・F・ウドヴァーヘイジーセンター | 公開     | 静態展示 | |
| P-38J-15-LO F-5E-2-LO            | 42-104088 422-2922 |          | アメリカ合衆国ワシントン州エバレット               | フライング・ヘリテージ・コレクション                               | 公開     | 修復中   | 1994年にブリッケンリッジ航空ショーで墜落した後、2007年に飛行可能となったがより完全に飛行可能な状態へとフライング・ヘリテージ・コレクションよりウェストパック社に委託され復元されている。                                                     |
| P-38J-20-LO                      | 44-23314 422-4318  |          | アメリカ合衆国カリフォルニア州チノ                 | プレーンズ・オブ・フェイム航空博物館                               | 公開     | 飛行可能 | Joltin' Josieという名から、 2003年にPorky 2 のち2006年には23 Skidooへと 名前が変えられた。 |
| P-38L-1-LO                       | 44-23933 422-4937  |          | アメリカ合衆国フロリダ州ポークシティ               | ファンタジー・オブ・フライト                                       | 公開     | 修復中   | |
| P-38L-5-LO                       | 44-25413 422-6417  | 写真     | アメリカ合衆国アリゾナ州ヴェイル                   | プレーンズ・オブ・フェイム航空博物館                               | 公開     | 静態展示 | |
| P-38L-5-LO                       | 44-25786 422-6790  |          | セルビア共和国ベオグラード                         | ベオグラード航空博物館                                             | 公開     | 静態展示 | |
| P-38L-5-LO F-5G-6-LO             | 44-25953 422-6957  |          | アメリカ合衆国カリフォルニア州チノ                 | プレーンズ・オブ・フェイム航空博物館                               | 公開     | 静態展示 | |
| P-38L-5-LO F-5G-6-LO             | 44-26981 422-7985  |          | アメリカ合衆国アイダホ州サンバレー                 | アライド・ファイターズ                                             | 公開     | 飛行可能 | |
| P-38L-5-LO F-5G-6-LO             | 44-27053 422-8057  |          | アメリカ合衆国ニューメキシコ州サンタテレサ         | ウォー・イーグルス航空博物館                                       | 公開     | 飛行可能 | Relampagoの塗装を受け継いで、全面黒に塗られている。 |
| P-38L-5-LO F-5G-6-LO             | 44-27083 422-8087  |          | アメリカ合衆国オレゴン州マドラス                   | ティラムック航空博物館(エリクソン航空機コレクション)               | 公開     | 飛行可能 | |
| P-38L-5-LO F-5G-6-LO             | 44-27183 422-8187  |          | アメリカ合衆国カリフォルニア州チノ                 | ヤンクス航空博物館                                                 | 公開     | 飛行可能 | P-38Lとして建造されたが、配備前に偵察機型のF-5Gに改造された。 |
| P-38L-5-LO F-5G-6-LO             | 44-27231 422-8235  |          | アメリカ合衆国ミネソタ州グラナイトフォールズ       | フェイゲン・ファイターズ第二次大戦博物館                           | 公開     | 飛行可能 | 2015年にRuff StuffからScat IIIへと名前が変えられた。 |
| P-38L-5-LO F-5G-6-LO             | 44-53015 422-8270  |          | アメリカ合衆国ニュージャージー州トレントン         | トーマス・B・マクガイア・ジュニア記念空軍基地                      | 公開     | 静態展示 | T・B・マクガイア・ジュニアの愛機「パジー5世」号(「131」号機、シリアルナンバー42-66817)の塗装を再現している。 |
| P-38L-5-LO P-38M-LO              | 44-53095 422-8350  |          | アメリカ合衆国テキサス州ヒューストン               | トム・フリードキン氏(Tom Friedkin)                                 | 非公開   | 修復中   | 一度Thoughts of Midnightという名称となったが、ローンスター飛行博物館では戻された。しかし再度修復が行われているようである。 |
| P-38L-5-LO P-38M-LO              | 44-53087 422-8342  |          | アメリカ合衆国ウィスコンシン州オシュコシュ         | EAA航空博物館                                                      | 公開     | 飛行可能 | |
| P-38L-5-LO                       | 44-53236 422-8491  |          | アメリカ合衆国ウィスコンシン州スペリアー           | リチャード・I・ボング退役軍人歴史センター                          | 公開     | 静態展示 | 42-103993号機の塗装がされている。 |
| P-38L-5-LO P-38M-LO F-5G-6-LO    | 44-53097 422-8352  |          | アメリカ合衆国ワシントン州シアトル                 | ミュージアム・オブ・フライト                                       | 公開     | 静態展示 | |
| P-38L-5-LO                       | 44-53186 422-8441  |          | アメリカ合衆国                                     | エヴァーグリーン航空宇宙博物館                                     | 公開     | 飛行可能 | |
| P-38L-5-LO                       | 44-53232 422-8487  |          | アメリカ合衆国オハイオ州                           | 国立アメリカ空軍博物館                                             | 公開     | 静態展示 | P-38J KI-W 42-67855号機 として展示されている。 |
| P-38L-5-LO                       | 44-53242 422-8497  |          | アメリカ合衆国                                     | トム・レイリー・ヴィンテージ・エアクラフト                         | 非公開   | 修復中   | |
| P-38L-5-LO F-5G-6-LO             | 44-53254 422-8509  |          | オーストリア                                       | ディートリヒ・マテシッツ (フライング・ブルズ)                      | 公開     | 飛行可能 | フライング・ブルズ所属機としてレッドブル主催のイベントでデモ飛行を行っている。マテシッツのコレクションと共にザルツブルク空港の「ハンガー7(英語版)で常設展示されている。 2007年ころまでは白を基調とし、各翼端とプロペラ部のみ赤い塗装だった。 |

## 登場作品

### 映画
『エイセス/大空の誓い』
チャールズ・シンクレア元大尉の搭乗機。なお、『エイセス・アイアンイーグル3』は本作のゲーム化作品だが、こちらにはP-38などのレシプロ機は登場しない。
『聯合艦隊司令長官 山本五十六 -太平洋戦争70年目の真実-』
『永遠の0』

### アニメ・漫画
『アニメンタリー決断』
「ラバウル航空隊」や「山本五十六の最期」などに敵機として登場する。主にやられ役。
『うる星やつら』
第54話に登場。緑灰塗装のP-38が浦島太郎（温泉マーク）を銃撃しつつ、一航過する。顎が目立たないのでチン・ライトニング以前の初期型。12.7mm機銃が2丁しか装備されていない。
『昆虫国漂流記』
松本零士の父親である松本 強少佐の二式複座戦闘機 屠龍がF6F ヘルキャットの大群に追われながら、（F6Fの相手をするのは）「前の奴を片付けてからじゃ」と、前方のP-38へ発砲する。
『紫電』
ベン・クリスチャン・マッドウェー大尉が使用。
『戦場ロマン・シリーズ』
第8巻の「黒い魔笛」にパスファインダー型が登場。
『日の丸あげて』
ヒロインであるアニーの初期搭乗機。他、モブ機としても登場シーンがある。
『ブラック0』
松本あきら（後の松本零士）の漫画。ブルー・ナイトマン中尉がM型もどき（単座のJ型にレーダーポッドを装着した改造夜間戦闘機型）を使用。F4型らしき偵察機も登場。

### 小説
『紺碧の艦隊』
物語冒頭、海軍甲事件のシーンで登場。またOVA版ではパナマ運河防空部隊の所属機として登場している。
『連合艦隊西進す』
ドイツの戦略爆撃に対抗するため、「防空戦闘機」としてD型がソビエト連邦に供与される。
軍事機密の観点から排気タービン過給機は取り外されて高高度性能は低下したがドイツ爆撃隊が本機との交戦を嫌い、低中高度から高高度爆撃に切り替えたことで爆撃精度が低下、結果的に損害の減少に繋がった。

### ドキュメンタリー
『水木しげるのラバウル戦記』（ちくま文庫）

### ゲーム
『19シリーズ』
シリーズ初代となる『1942』からほぼ全ての作品で自機として登場。
『War Thunder』
P-38E・P-38G・P-38J・P-38K（課金機体）・P-38L・XP-38G・YP-38がプレイヤーの操縦機体として登場。
『World of Warplanes』
アメリカツリーのTierVにP-38F・P-38Gが登場し、TierVIにP-38J・P-38Lが登場。
ロケット弾や爆弾などが装備可能で、機関砲も多数存在する。
『コール オブ デューティシリーズ』
『CoD2:BRO』
『CoD:WaW』
アメリカ軍の戦闘機として登場する。

『ストライカーズ1945』シリーズ
『1945』『1945II』『1945PLUS』の自機のひとつとして登場。毎回「男ならこれを選べ！」というキャッチコピーが付けられており、スタンダードな性能の主人公機的な位置付けとなっている。
『鋼鉄の咆哮 ウォーシップコマンダー』
アメリカ型の航空機として登場。大型の1600ポンド爆弾を搭載可能。